# Elizabeth Adams
Pour les articles homonymes, voir Adams.
Amy Elizabeth Adams née le 28 mars 1892 à Knowlton Township (en), New Jersey, dans le comté de Warren, New Jersey, et morte le 15 février 1962 à South Hadley dans le Massachusetts, est une zoologiste, embryologiste américaine. Elle est professeure en embryologie et en génétique au Mount Holyoke College qui est une université pour femmes située à South Hadley.
Adams est une chercheuse en embryologie expérimentale et en endocrinologie du système reproducteur domaine innovant à l'époque, et qu'on peut considérer comme étant les toutes premières recherches dans ce domaine.

## Biographie
Amy Elizabeth Adams, née le 28 mars 1892 dans le Delaware Warren Country est la fille de Georges Crocket Adams (1835–1902) et d'Elizabeth Brown Adams (1850-1894).
Elle fréquente la Blair Academy à Blairstown (en), dans le New Jersey, avant d'arriver au collège Mount Holyoke à South Hadley dans le Massachusetts en septembre 1909. Le collège de Mount Holyocke s'est donné pour mission de promouvoir l'éducation universitaire des femmes.
Après un congé en 1910-1911, elle obtient son diplôme Bachelor of Arts (BA) avec option zoologie en 1914. De 1914 à 1915, elle travaille comme assistante de laboratoire au département de zoologie du Mount Holyoke College.

### Carrière académique à Mount Holyoke
Adams obtient un master (MA) à l'université Columbia en 1919 et son doctorat (PhD) à Yale en 1926.
Le titre de sa thèse, publiée pour la première fois en 1924 dans la revue Journal of Experimental Zoology, est « Une étude expérimentale du développement de la bouche chez l'embryon d'amphibien ».
Elisabeth Adams étudia également un an entre 1930 à 1931 à l'Université de Edimbourg.

Ensuite, Adams enseigne la zoologie au collège Mount Holyoke de 1919 à 1957 où elle fera toute sa carrière.
Elle est doyenne par intérim du Mount Holyoke College pendant le premier semestre de 1926-1927.

### Activités de recherche
Elizabeth Adams enseigne l'embryologie et la génétique et parallèlement, elle oriente ses recherches sur des sujets connexes tels que l'embryologie expérimentale et l'endocrinologie du système reproducteur. Ses études sur le système reproducteur ont été parmi les premières du genre.
Les recherches d'Adams ont été financées par une variété d'organisations, une rareté pour les femmes et les collèges pour femmes, tout au long de sa carrière. Elle a maintenu son financement pendant la Grande Dépression, une autre spécificité à souligner assez rare parmi les chercheurs.
Adams fut directrice intérimaire du département de zoologie en 1920-1921, 1929 et 1937.
Elle fut aussi membre élu de l'Académie des sciences de New York, membre de la société d'endocrinologie, et membre de la société de biologie expérimentale et de médecine.
Adams prend sa retraite en 1957, et meurt le 15 février 1962 à South Hadley, Massachusetts à l'âge de 69 ans.

## Œuvres
- (en) Elizabeth Adams, « An experimental study of the development of the mouth in the amphibian embryo », Journal of Experimental Zoology (en), no 40,‎ 1924 (DOI 10.1002/jez.1400400302)
- (en) Elizabeth Adams, « Studies on sexual conditions in Triturus viridescens: the effects of ovarian grafts in castrated males », Journal of Experimental Zoology, no 55,‎ janvier 1930 (DOI 10.1002/jez.1400550107)
- (en) Elizabeth Adams, « The endocrine glands and molting in Triturus viridescens », Journal of Experimental Zoology, no 63:1,‎ août 1932 (DOI 10.1002/jez.1400630102)
- (en) Elizabeth Adams, « The gonad- and thyroid- stimulating potencies of phyone and hebin », Anatomical Record, no 45:3,‎ juin 1934 (DOI 10.1002/ar.1090590308)
- (en)Studies in experimental zoology (regeneration, experimental embryology, endocrinology), 1936 (OCLC 223213365)
- (en) Elizabeth Adams, « (with Beatrice Gray) 'A comparative study of the thyroid glands of hypophysectomized newts after treatment with anterior pituitary, thyroid and iodine », Anatomical Record, no 65:1,‎ avril 1936 (DOI 10.1002/ar.1090650108)
- (en) Elizabeth Adams et Florence Martindale, « The response of thyroid glands of hypophysectomized newts to injections of phyone and their reaction after cessation of treatment », Anatomical Record, no 65:3,‎ juin 1936 (DOI 10.1002/ar.1090650306)
- (en) Elizabeth Adams, Barbara Granger et Ruth Rhoades, « Stimulation of the thyroid gland of the guinea pig by anuran anterior pituitary », Anatomical Record, no 72:4 & supplément,‎ décembre 1938 (DOI 10.1002/ar.1090720410)
- (en) Elizabeth Adams, Elizabeth DeForest et Barbara Granger, « Effects of administering mouse anterior pituitary to the newt and the frog », Proceedings of the Society for Experimental Biology and Medicine, no 42,‎ 1939 (DOI 10.3181/00379727-42-10904)
- (en) Elizabeth Adams, « Sexual conditions in triturus viridescens. III, The reproductive cycle of the adult aquatic form of both sexes », American Journal of Anatomy (en), no 66:2,‎ mars 1940 (DOI 10.1002/aja.1000660205)